# Kielce
Kielce (kiejtéseⓘ, IPA: [ˈkʲɛlʦɛ]) város Közép-Lengyelországban, 202 609 lakossal (2006). Szentkereszt vajdaság fővárosa 1999 óta, előtte Kielce vajdaság székhelye volt (1919-1939, 1945-1998). A Świętokrzyskie-hegységben fekszik, a Silnica partján. Régebben mészkőbányáiról volt híres, ma kereskedelmi központ.

## Története

### A legenda
Egy Lengyelország-szerte ismert legenda Kielce alapítását Mieszkóval, Merész Boleszláv fiával kapcsolja össze.

Több mint 900 évvel ezelőtt, azon a helyen, ahol ma Kielce áll, sűrű, feltöretlen erdők voltak, tele vadállatokkal, melyek vonzották a vadászokat. Mieszko is itt vadászott. Amikor vadat kergetve elszakadt társaitól, kiért egy ismeretlen tisztásra és elfáradva elaludt a gyepen. Azt álmodta, hogy banditák támadták meg és mérget akartak erővel letölteni a torkán. Amikor már fogytán volt az ereje, hirtelen megjelent neki Szent Adalbert, felemelte pásztorbotját és a földre kanyargós utat rajzolt, amely patakká változott. Mieszko felébredt, s nemsokára forrást talált. A belőle fakadó víz édes volt, kristálytiszta, mint álmában. Újra erőre kapott és hamarosan meglelte társait. A közelben egy ismeretlen, hatalmas vadállat agyaraira talált, talán vaddisznóéi lehettek. Megfogadta, hogy ezen a helyen várost épít templommal.

Hamarosan a rengeteg közepén települést épített, a tisztáson pedig templomot, Szent Adalbertnek szentelve. A patakot, amelyből visszanyerte erejét a herceg, Silnicának hívták, a települést pedig Kielcének (kieł = agyar) emlékeztetőül a hatalmas agyarakra.

### Események időrendben

Józef Piłsudski vezérkarával Kielcében 1914-ben

Kielce központjának térképe

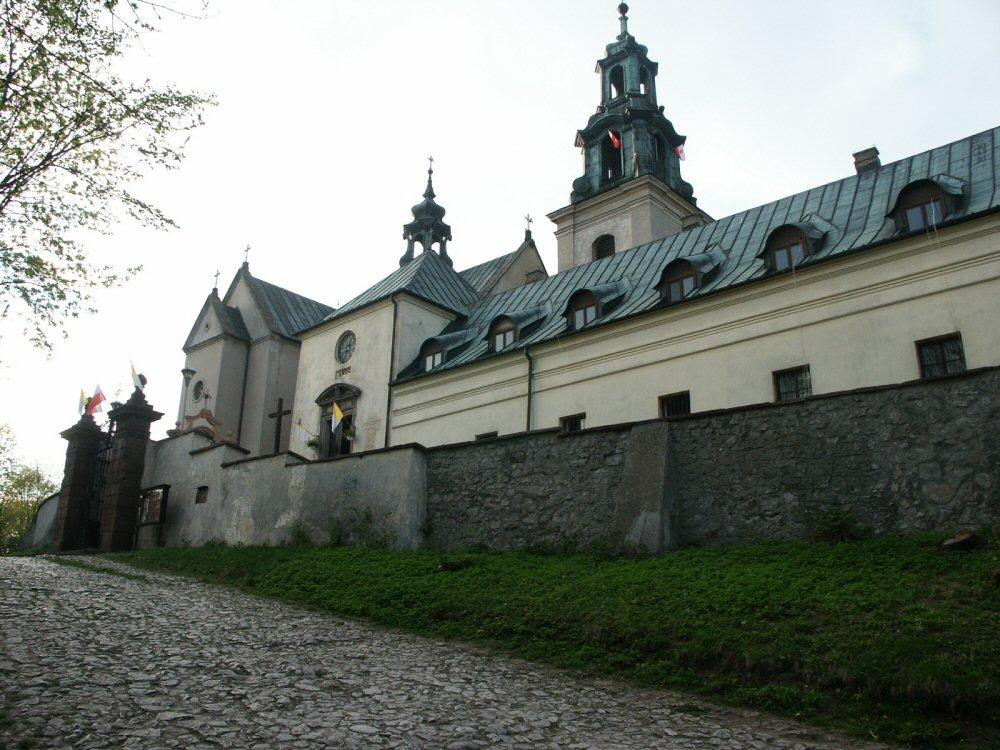
Kolostor

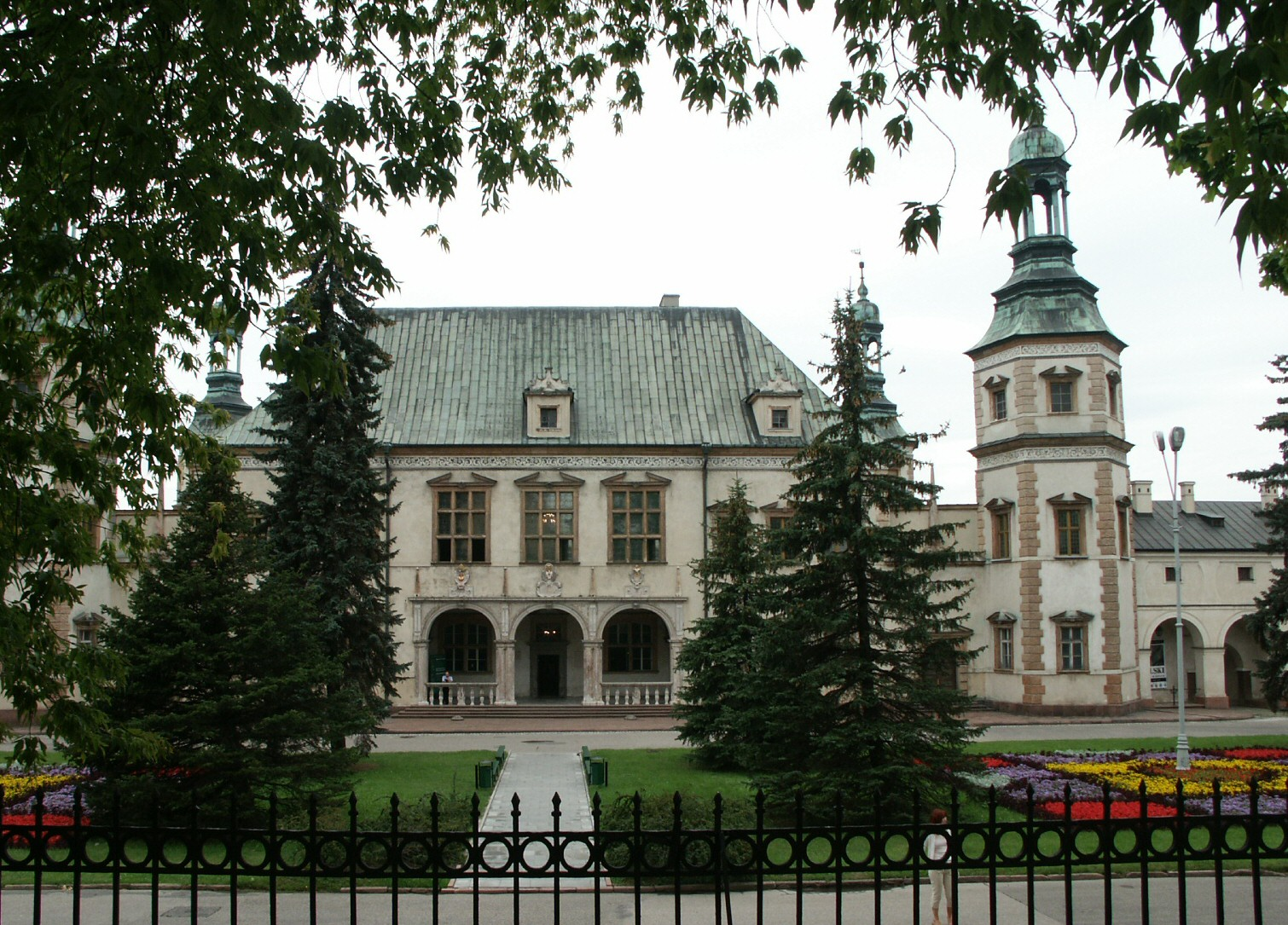
Püspöki palota

- 1171 – a Legszentebb Szűz Máriának szentelt társaskáptalan építése
- 1364 – Kielce magdeburgi városi jogokat kap
- 1496 – Jagello Frigyes kardinális Kielcének címert ad
- 1661 – II. János Kázmér király és udvara Kielcébe látogat
- 1662 – a Związek Święconyba tartozó lázadó katonák (kb. 12 ezren) elfoglalták
- 1655 – a város pusztulása a svéd háború alatt
- 1789 – Kielce a köztársaság tulajdonába megy át
- 1794 – Tadeusz Kościuszko vezér egységeit itt szállásolja be a Szczekocinyi csata után. A súlyosan sebesült Wojciech Bartos Głowacki halála a kielcei kórházban
- 1800 – egy félelmetes tűzvész csaknem az összes lakóházat elhamvasztja a városközpontban, a városháza is leégett
- 1809 – a várost a Varsói Hercegséghez csatolják
- 1815 – Kielcét elfoglalják az oroszok
- 1816 – Stanisław Staszic kezdeményezésére megnyílik a Szkoła Akademiczno-Górnicza – az első lengyel műszaki főiskola
- 1818 – a krakkói vajdaság fővárosa Kielce lesz
- 1844 – az orosz uralom elleni összeesküvés leleplezése és az előkészítő Piotr Ściegienny letartóztatása
- 1845 – Kielce kormányzósági központ lesz
- 1885 – az Iwanogród-Dąbrowa vasútvonal építése
- 1914 – Kielcében felállítják a Lengyel légió I. ezredét Józef Piłsudski parancsnoksága alatt
- 1919 – megalakul a Kielcei vajdaság
- 1945. január 15. – az I. ukrán front kiveri a német csapatokat a városból
- 1946 – a kielcei pogrom a zsidók ellen
- 1974 – a Politechnika Świętokrzyska (műszaki egyetem) alapítása
- 1999 – Kielce lesz a Szentkereszt vajdaság központja

## Gazdasága
A város gazdaságának alapja a XV. századtól kezdve az ásványi kincsek kitermelése és feldolgozása volt: vasércet, rezet, ólmot, márványt és homokkövet bányásztak. Ma többek között az építőipar, építőanyag-ipar, villamosgépgyártás és élelmiszeripar virágzik. Fontos szerep jut a Kielcei vásárnak, amely a második legnagyobb expo Lengyelországban.

## Műemlékek
- Krakkói püspökök palotája: 1637–1641 között épült, Tomasz Poncino Jakub Zadzik püspök kezdeményezésére. 1971 óta a Nemzeti múzeum székhelye
- Katedrális: 1173 körül Gedko krakkói püspök építtette, többször átépítve a XVI., XVII. és XIX. században, végül kora barokk háromhajós bazilika lett.
- Szent Adalbert-templom: a legrégibb kielcei templom, története a X. századig nyúlik vissza, jelenlegi alakját 1763-ban kapta. A templom előtti téren megmaradt egy része annak a falnak, ahol a németek nyilvánosan agyonlőtték a Honi Hadsereg (Armia Krajowa) katonáit, 1943-ban.
- Szentháromság-templom: 1640–1644 között épült.
- Zieliński-palota: 1847–1858 között Tomasz Zieliński, a kultúra nagy támogatójának a tulajdona volt.
- Templom és kolostor a Karczówka hegyen: 1624–1631 között a bencések építették, ám a rendet a cári hatóságok 1864-ben feloszlatták.
- Helyőrségi templom: a korábban ortodox templom, 1902–1904 között.
- Evangélikus templom: klasszicista stílusban épült 1840 körül
- Laszczyk-udvarház: vörösfenyő udvarház 1788-ból, jelenleg falumúzeum
- Piactér: helye még a középkorban lett kijelölve. épületei a XVIII. és XIX. századból valók, a piactér melletti kis téren Szent Tekla szobra áll (1765)
- Sienkiewicz utca: Kielce főutcája, a XIX. század húszas éveiben alakult ki sok műemlék épülettel
- "Stary" (régi) temető: alapítva 1800 körül. Eredetileg katolikus, evangélikus, ortodox és unitárius híveknek szánva
- Városi park: alapítva 1830-ban, a már létező XVIII. századi kert helyén
- Karscha-udvarház: építette a Stumpf család a XIX. sz. I. felében. 1888–1890 között itt volt Jan Styka festőművész műterme.

## Múzeumok
- Muzeum Narodowe w Kielcach (Kielcei nemzeti múzeum)
- Muzeum Lat Szkolnych Stefana Żeromskiego (Stefan Żeromski iskolaéveinek múzeuma)
- Muzeum Zbiorów Geologicznych (Geológiai múzeum)
- Muzeum Zabawkarstwa (Játékmúzeum)
- Muzeum Wsi Kieleckiej (Kielcei falumúzeum)
- Muzeum Pamięci Narodowej (A nemzeti emlékezet múzeuma)
- Skarbiec Katedralny – (A katedrális kincstára)

## Oktatás
Egyetemek és főiskolák:
- Uniwersytet im. Jana Kochanowskiego www
- Politechnika Świętokrzyska www
- Wszechnica Świętokrzyska www
- Wyższa Szkoła Administracji Publicznej w Kielcach www
- Wyższa Szkoła Ekonomii i Administracji im. prof. Edwarda Lipińskiego www
- Wyższa Szkoła Handlowa im. Bolesława Markowskiego www
- Wyższa Szkoła Technik Komputerowych i Telekomunikacji www
- Wyższa Szkoła Telekomunikacji i Informatyki www
- Wyższa Szkoła Umiejętności w Kielcach www (poprzednio Wyższa Szkoła Ubezpieczeń)
- Wyższa Szkoła Zarządzania Gospodarką Regionalną i Turystyką www
- Wyższe Seminarium Duchowne w Kielcach www
- Świętokrzyska Szkoła Wyższa
- Wyższa Szkoła Dziennikarska im. Melchiora Wańkowicza (kihelyezett részleg)

## Sport
- Korona Kielce SA – labdarúgás
- KS Vive Tauron Kielce – kézilabda
- Kielecki Klub Aikido Kobayashi
- Kielecki Klub Karate Kyokushin
- Kielecki Klub Shorin-Ryu
- Kielecki Klub Shidokan Karate
- Oficina da Capoeira Kielce
- Capoeira Abada Kielce
- Kielcei automobil klub
- Klub Sportowy "Stella"
- Kielcei Aeroklub
- Świętokrzyskie Kolarstwo Górskie (hegyi kerékpározás)
- Akademicki Klub Turystyki Kwalifikowanej PTTK – Sabat
- Świętokrzyski Klub Alpinistyczny
- AZS Politechniki Świętokrzyskiej

## Kultúra
- Színházak:
  - Stefan Żeromski Színház 
  - Teatr Lalki i Aktora "Kubuś" (bábszínház)
  - Kielecki Teatr Tańca (táncszínház)
  - Teatr "Ecce Homo"
- Filharmónia
  - Oskar Kolberg Szent Kereszt Zenekar
- Kultúrházak
  - Kieleckie Centrum Kultury,
  - Wojewódzki Dom Kultury (Vajdasági kultúrház)
  - Dom Środowisk Twórczych
  - Wojewódzka Biblioteka Publiczna (könyvtár)
  - Kompania Wolontarska

## Testvérvárosok
- Herning, Dánia (1991)
- Orange, Franciaország (1992)
- Vinnicja, Ukrajna (1993)
- Gotha, Németország (1997)
- Budapest, Magyarország (2005)
- Ramla, Izrael (2006)